# La santa
La santa es el segundo relato del compendio de doce cuentos escritos y redactados por Gabriel García Márquez a lo largo de dieciocho años, que conforman los Doce cuentos peregrinos, este fue redactado en Agosto de 1981.

## Un  resumen de q le paso ala santa
Se narra de la  historia de un colombiano  ,un hombre simple y silencioso, sin estudios avanzados pero culto, que tuvo una vida afortunada. Por su hábito de ser buena persona y su cultura adquirida de modo autodidacta, a los dieciocho años consiguió un puesto de escribano en el ayuntamiento de su ciudad y, a esa misma edad, se casó con una mujer muy bella que muere poco después, en el parto de su única hija. La niña resulta ser aún más bella que la propia madre, pero alcanzada a su vez por la fatalidad, a causa de una fiebre, muere a los siete años de edad.
La vida de Margarito siguió entonces sin mayores apuros, pero, once años después de la muerte de su hija, él es comunicado por la autoridad, que su mujer e hija deberán ser exhumadas a causa de la construcción de una represa que obligará al traslado del cementerio del municipio.
La exhumación del cuerpo incorrupto de su hija (que posee la apariencia de una persona viviente, como si solamente estuviera dormida) cambiará para siempre la vida de Margarito Duarte, quien marchará a Roma con el objetivo de que la Santa Sede y el Papa reconozcan la santidad de su amada hija, esperando que al menos la beatifiquen. Sin embargo, tras varios y sucesivos intentos fútiles de ser escuchado por las autoridades vaticanas, se le pasarán al personaje 22 años hasta volverse un viejo, quien conserva contra viento y marea la esperanza de que su hija sea alguna vez canonizada.